# Cismon del Grappa
Cismon del Grappa é uma comuna italiana da região do Vêneto, província de Vicenza, com cerca de 1.058 habitantes. Estende-se por uma área de 34 km², tendo uma densidade populacional de 31 hab/km². Faz fronteira com Arsiè (BL), Borso del Grappa (TV), Crespano del Grappa (TV), Enego, Grigno (TN), Paderno del Grappa (TV), Pove del Grappa, San Nazario, Seren del Grappa (BL), Valstagna.

## Demografia
| Variação demográfica do município entre 1861 e 2011                               |
|                                                                                   |
| Fonte: Istituto Nazionale di Statistica (ISTAT) - Elaboração gráfica da Wikipedia |